# Simon Gagné
Simon Gagné (ur. 29 lutego 1980 w Ste-Foy, Quebec) – kanadyjski hokeista, reprezentant Kanady, dwukrotny olimpijczyk.

## Kariera
- Sainte-Foy Gouverneurs (1995-1996)
- Beauport Harfangs (1996-1997)
- Quebec Remparts (1997-1999)
- Philadelphia Flyers (1999-2010)
- Tampa Bay Lightning (2010-2011)
- Los Angeles Kings (2011-2013)
- Philadelphia Flyers (2013)
- Boston Bruins (2014-2015)

Wychowanek klubu AMH Ste-Foy. Przez trzy lata grał w lidze QMJHL w ramach CHL. Po pierwszym sezonie, w drafcie NHL z 1998 został wybrany przez Philadelphia Flyers w 1 rundzie draftu z numerem 22. W barwach tej drużyny grał przez swoje 10 pierwszych sezonów w NHL. Później rozegrał jeszcze cztery edycje NHL w innych klubach. Łącznie rozegrał w NHL 931 meczów, w których uzyskał 660 punktów za 328 goli i 332 asysty. We wrześniu 2015 ogłosił zakończenie kariery zawodniczej.
Uczestniczył w turniejach mistrzostw świata juniorów do lat 20 1999, zimowych igrzysk olimpijskich 2002, 2006, Pucharu Świata 2004, mistrzostw świata w 2005.

## Sukcesy

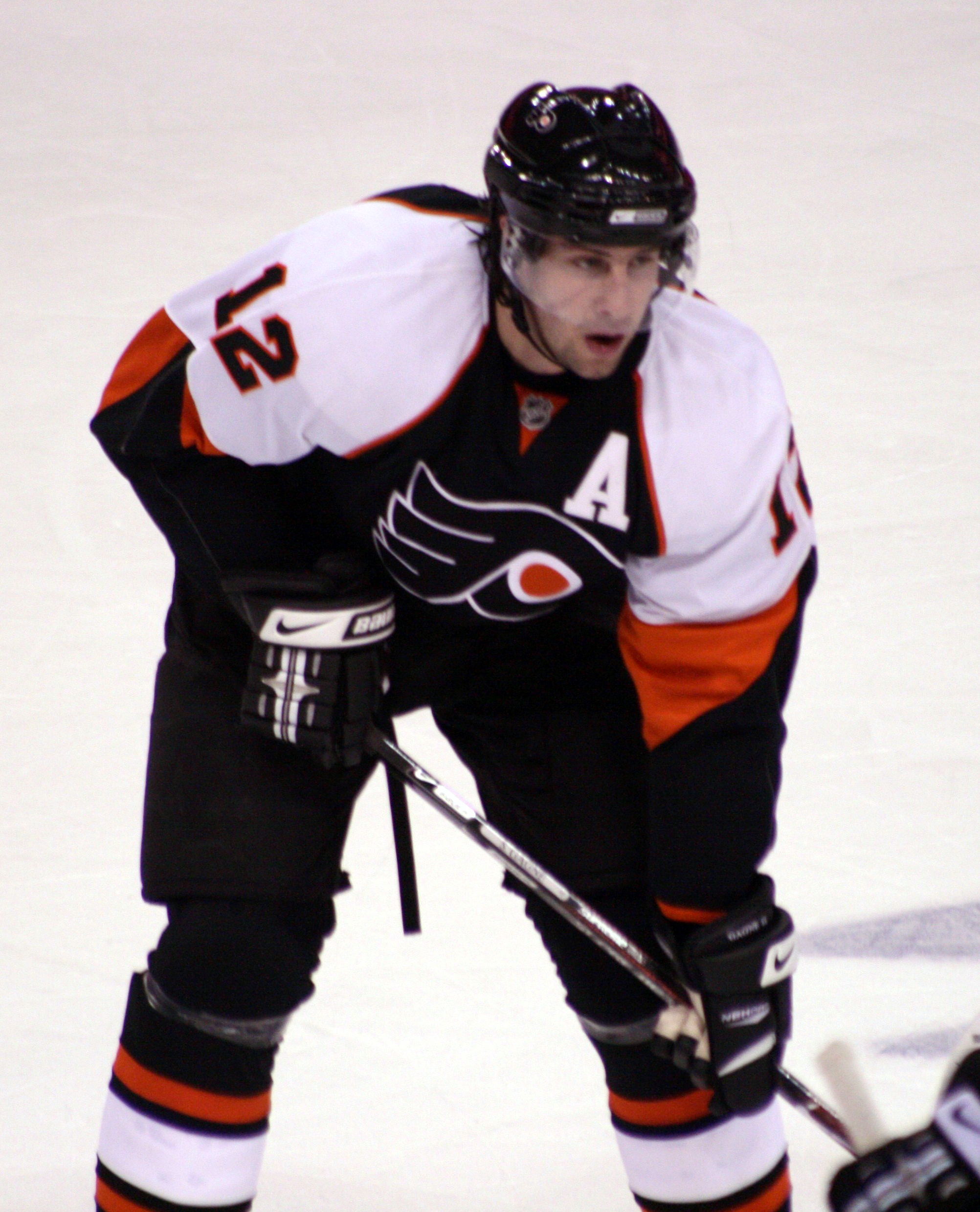
Simon Gagné w barwach Philadelphia Flyers (2009)

Reprezentacyjne
- Srebrny medal mistrzostw świata juniorów do lat 20: 1999
- Puchar Świata: 2004
- Złoty medal mistrzostw świata: 2005
- Srebrny medal mistrzostw świata: 2005

Klubowe
- Trophée Jean Rougeau: 1998, 1999 z Quebec Remparts
- Mistrzostwo dywizji: 2000, 2002, 2004 z Philadelphia Flyers
- Mistrzostwo konferencji: 2010 z Philadelphia Flyers, 2012 z Los Angeles Kings
- Prince of Wales Trophy: 2010 z Philadelphia Flyers
- Clarence S. Campbell Bowl: 2012 z Los Angeles Kings
- Puchar Stanleya – mistrzostwo NHL: 2012 z Los Angeles Kings

Indywidualne
- QMJHL/CHL 1997/1998:
  - CHL Top Prospects Game
- QMJHL/CHL 1998/1999:
  - Paul Dumont Trophy - osobowość sezonu QMJHL
  - Drugi skład gwiazd QMJHL
- Mistrzostwa świata juniorów do lat 20 1999:
  - Pierwsze miejsce w klasyfikacji strzelców turnieju: 7 goli
- NHL (1999/2000):
  - Najlepszy pierwszoroczniak miesiąca - grudzień 1999
  - NHL All-Rookie Team
- NHL (2000/2001):
  - NHL All-Star Game
- Mistrzostwa Świata w Hokeju na Lodzie 2005:
  - Drugie miejsce w klasyfikacji asystentów turnieju: 7 asyst[2]
  - Trzecie miejsce w klasyfikacji kanadyjskiej turnieju: 10 punktów[3]
- NHL (2011/2012):
  - NHL All-Star Game

Wyróżnienia
- Klub Quebec Remparts zastrzegł dla zawodników numer 12 dla uhonorowania Simona Gagné